# Elba
Elba (italsky Isola d'Elba) je italský ostrov v Tyrhénském moři patřící k Toskánsku ležící asi 10 kilometrů od pobřežního města Piombino. Z hlediska rozlohy se jedná o největší ostrov Toskánských ostrovů a po Sicílii a Sardinii třetí největší italský ostrov.

## Geografie
Ostrov je rozdělen do osmi administrativních částí: Portoferraio, Campo nell'Elba, Capoliveri, Marciana, Marciana Marina, Porto Azzurro, Rio Marina a Rio nell'Elba.
Rozloha ostrova činí asi 224 km² a délka pobřeží přibližně 147 kilometrů. Nejvyšším vrcholem je Monte Capanne s nadmořskou výškou 1019 metrů.
Elba spolu s dalšími ostrovy (Gorgona, Capraia, Pianosa, Montecristo, Giglio a Giannutri) je součástí Národního parku Toskánské ostrovy. Asi 35 kilometrů západně od Elby leží francouzský ostrov Korsika.

## Historie

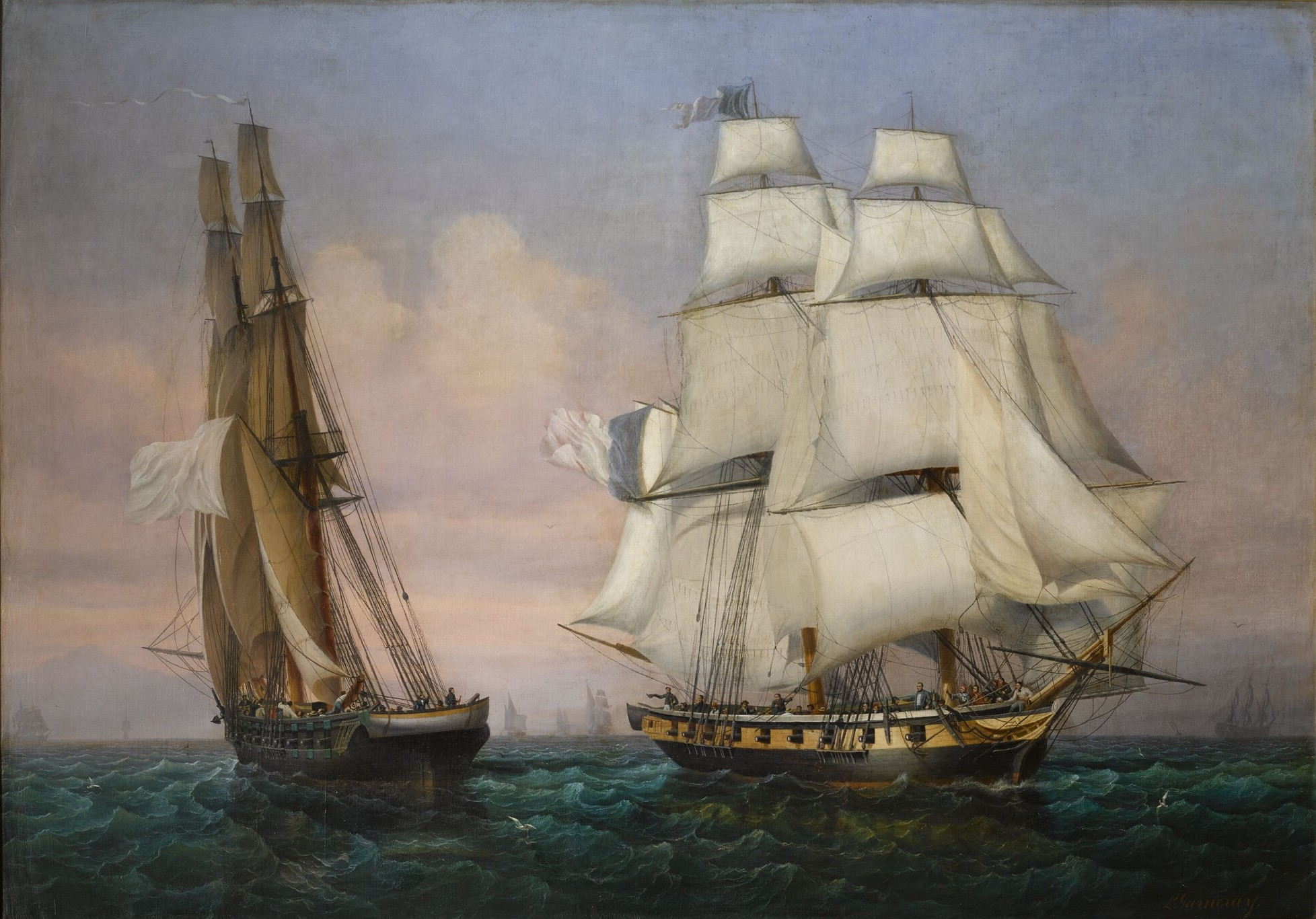
Návrat Napoleona z Elby

Ostrov byl znám už nejstarším civilizacím díky svým nalezištím železné rudy. První doly vznikly v době osídlení Etrusky, další vybudovali po roce 480 př. n. l. staří Římané. Staří Řekové Elbu nazývali Aethalia (plamen) podle plamenů nad pecemi kde se vyrábělo železo. Pod nadvládou Říma se jí říkalo Ilva, současný název pochází ze 6. století.
Po zániku Římské říše byla Elba pustošena nájezdy barbarů a Saracénů. Na počátku 11. století se stal vlastnictvím Pisy. Když Pisu roku 1398 koupil milánský rod Viscontů, Elba přešla do vlastnictví pánů z rodu Appiani z města Piombino, kde zůstala po dvě století. Roku 1546 získal část ostrova Cosimo I. Medicejský; ten opevnil přístav Portoferraio a přejmenoval jej na „Cosmopoli“. Zbývající část Elby se stala roku 1577 opět vlastnictvím Appianiů. Roku 1603 se zmocnil přístavu Porto Azzurro Filip III. Španělský a vystavěl zde dvě pevnosti. V roce 1802 se stala Elba francouzským územím a nastal její hospodářský rozkvět.

Vlajka Knížectví Elba navržená Napoleonem

Elba se 3. května 1814 stala prvním ostrovem, na nějž se uchýlil do nuceného exilu Napoleon Bonaparte po vynucené abdikaci a podepsání Smlouvy z Fontainebleau. Byl jmenován císařem ostrova, na kterém bylo vyhlášeno Knížectví Elba a měl k dispozici osobní gardu čítající 700 mužů. Vládcem ostrova však byl pouze formálně, neboť v okolních vodách hlídkovaly britské lodě. Během svého pobytu provedl Napoleon na ostrově řadu ekonomických a sociálních reforem, které vedly ke zlepšení životních podmínek obyvatel. Navrhl také vlajku ostrova: bílou s červeným pruhem a třemi zlatými včelami. Napoleon pobýval na Elbě 9 měsíců a 21 dnů; 26. února 1815 uprchl zpět do Francie (období stodenního císařství). Po porážce v bitvě u Waterloo byl internován podruhé, na odlehlém ostrově Svatá Helena v Atlantském oceánu.
Po Vídeňském kongresu připadla Elba Toskánskému velkovévodství. V roce 1860 se pak stala součástí sjednoceného Italského království.
Během druhé světové války byl ostrov obsazen německou armádou, která se zde silně opevnila. Po tuhém boji byl osvobozen francouzskými vojáky 17. června 1944.
V současnosti je Elba známa pěstováním vinné révy. Po 2. světové válce nastal rozvoj turismu, který je v současnosti rozhodující ekonomickou aktivitou na ostrově. Oblíbené jsou pobytové zájezdy na písečné a oblázkové pláže, jachting a vodní turistika.  

## Vrak u Pomonte

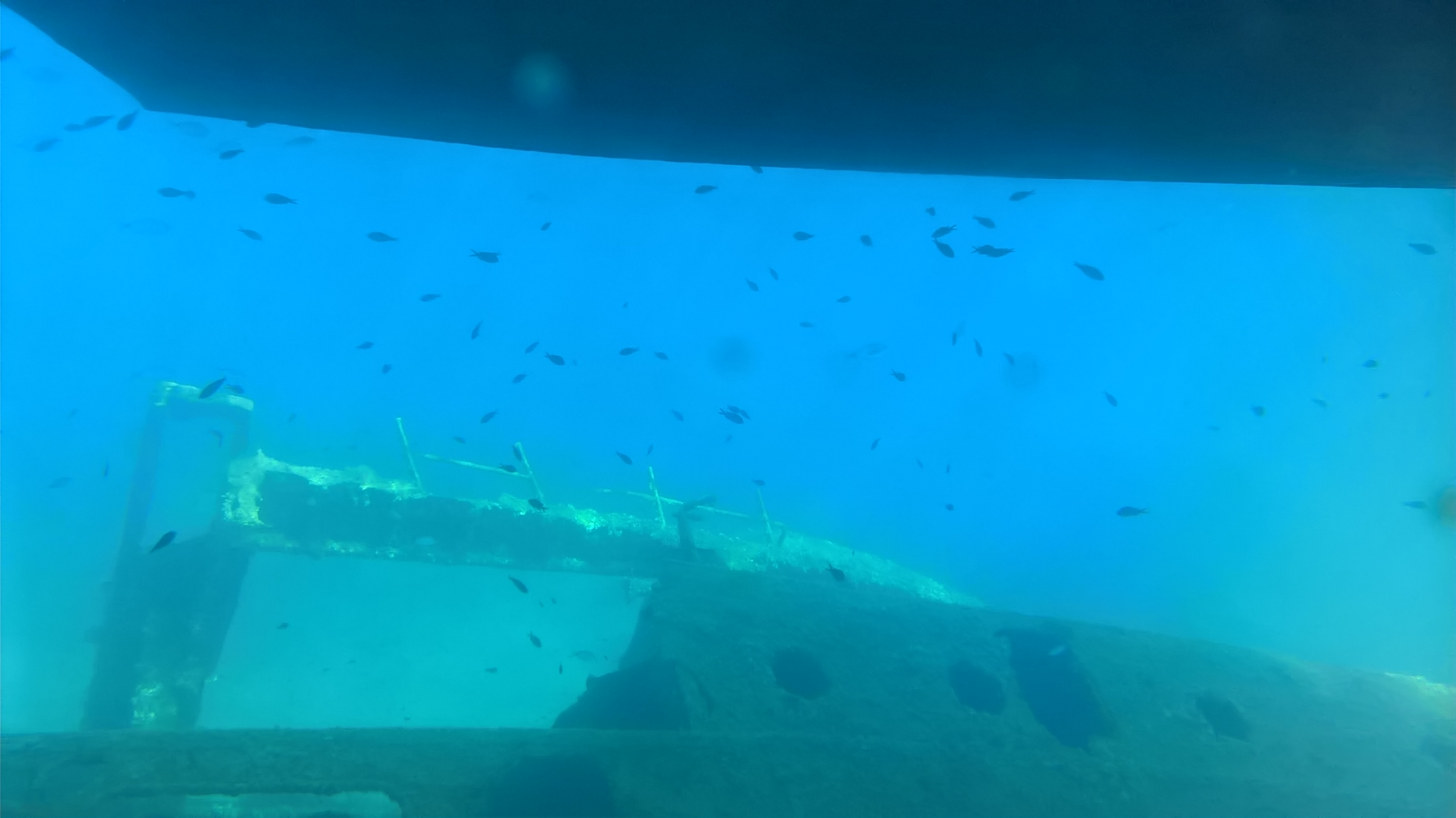
Vrak Elviscot

10. ledna 1972 najela nákladní loď M/V Elviscot (IMO 5184837) na útes Ogliera u Pomonte na západním pobřeží ostrova. Vrak je rozlomen na dvě části a leží v hloubce 13 metrů, takže jeho nejvýše položená část – můstek na zádi – se nachází pouhé dva metry pod hladinou. Místo je oblíbenou destinací pro šnorchlování a freediving.